# Helmut Lent
Helmut Lent (Pyrehne, 13 giugno 1918 – Paderborn, 7 ottobre 1944) è stato un aviatore tedesco che prestò servizio nella Luftwaffe durante la seconda guerra mondiale.
Con un totale di 113 vittorie aeree ottenute in 507 missioni, fu uno dei migliori assi tedeschi.

## Biografia
Era il quinto figlio di Johannes Lent, un pastore luterano e Marie Elisabeth Braune. Aveva due fratelli più grandi di lui che avevano seguito le orme del padre Werner e Joachim, e due sorelle Käthe e Ursula. Nel febbraio del 1933 si iscrisse alla Deutsches Jungvolk (aperta ai ragazzi dai 10 ai 14 anni). Il primo aprile del 1936, contro la volontà del padre, si iscrisse alla Luftwaffe iniziando la carriera militare.
L'addestramento militare iniziò il 6 aprile del 1936 a Gatow, il primo aereo che guidò fu un Heinkel He 72, terminò quello aereo il 19 ottobre 1937. Sposò Elisabeth Petersen, il cui nome era in realtà Helene (Lena) Senokosnikova, nata a Mosca in aprile del 1914, il 10 settembre del 1941 a Wellingsbüttel, Amburgo. ebbero due figli:
- Christina, nata il 6 giugno del 1942
- Helma, nata il 6 ottobre del 1944

Venne decorato con la croce di Cavaliere con Fronde di Quercia, Spade e Diamanti il 31 luglio 1944. Circa due mesi dopo, durante la rotta di routine Stade-Nordborchen, il suo Junkers Ju 88 entrò in collisione con le linee elettriche a causa di un'avaria del motore: morirono tutti e quattro i membri dell'equipaggio, Lent compreso.